# Mainvoetbalkampioenschap 1905/06
In 1905/06 werd het derde Mainvoetbalkampioenschap gespeeld, dat georganiseerd werd door de Zuid-Duitse voetbalbond.  Met de Gau Mittelmain kwam er nu een derde competitie bij. De Maincompetitie was een onderdeel van de Nordkreisliga, waarvan de kampioen zich plaatste voor de finale van de Zuid-Duitse eindronde. Hanau 93 werd winnaar van de Nordkreisliga en verloor in de finale van 1. FC Pforzheim. 

## 1 Liga

### Gau Mittelmain
Uit de Gau Mittelmain is enkel kampioen SV Wiesbaden bekend. 

### Gau Ostmain
Uit de Gau Ostmain is enkel kampioen 1. Hanauer FC 1893 bekend. 

### Gau Westmain
| Plaats | Club                         | Wed.           | W              | G              | V              | Saldo          | Ptn.           |
| ------ | ---------------------------- | -------------- | -------------- | -------------- | -------------- | -------------- | -------------- |
| 1.     | Frankfurter FC Victoria 1899 | 7              | 6              | 0              | 1              | 27:6           | 12:2           |
| 2.     | FSV Frankfurt                | 7              | 5              | 2              | 0              | 22:12          | 12:2           |
| 3.     | FC Kickers Frankfurt         | 7              | 5              | 1              | 1              | 27:9           | 11:3           |
| 4.     | FC Germania 1894 Frankfurt   | 7              | 3              | 2              | 2              | 16:19          | 8:6            |
| 5.     | Frankfurter FC 02            | 7              | 3              | 0              | 4              | 15:23          | 6:8            |
| 6.     | FC Hermannia Frankfurt       | 7              | 2              | 1              | 4              | 13:13          | 5:9            |
| 7.     | Bockenheimer FVgg 01         | 7              | 1              | 0              | 6              | 14:35          | 2:12           |
| 8.     | FV Amicitia 01 Bockenheim    | 7              | 0              | 0              | 7              | 10:27          | 0:14           |
| 9.     | FC Germania 01 Bockenheim    | Teruggetrokken | Teruggetrokken | Teruggetrokken | Teruggetrokken | Teruggetrokken | Teruggetrokken |

|  | Geplaatst voor Nordkreisliga |

### Gau Neckar
Uit de Gau Neckar is enkel kampioen Mannheimer FC Viktoria 1897 bekend. 

### Gau Pfalz
Uit de Gau Pfalz is enkel kampioen FC Pfalz Ludwigshafen bekend.